# Scent of Death
Scent of Death  ist eine Technical-Death-Metal-Band, die 1998 in Ourense, Galicien (Spanien) gegründet wurde.

## Geschichte
Die Band wurde im September 1998 von dem Gitarrist Jorge Fernández und Bassisten Carlos F. Carballo gegründet. Später im Jahr stießen dann der Gitarrist Bernardo und  Schlagzeuger Nuno zur Band. Im Sommer 1999 trat schließlich noch David als Sänger der Band bei. Im März 2000 spielte die Band dann bei einem Live-Konzert in Anoeta zusammen mit Regnum Irae. Drei Monate später verließ Sänger David aufgrund musikalischer Differenzen schon wieder die Band.
Im September 2001 nahmen sie ihre erste EP Entangled in Hate im Taller de Mùsica, Ourense, Spanien auf, welche von der Band selbst produziert wurde. Den Part des Sängers übernahm dabei Bernardo, wurde dabei von Jorge unterstützt.
Gegen Ende November 2002 trat Sänger Luis der Band bei. Im Dezember 2002 spielte die Band erstmals seit zwei Jahren wieder zusammen, mit Bands wie Hamlet, Avulsed, Myself und Trut 69 in La Burbuja, Ourense.
Im Februar 2003 trat die Band bei dem Brutal as Hell Fest zusammen mit Imperious Malevolence (Brasilien), Human Mincer und Chamber of Shred auf. Am 25. April trat die Band zum ersten Mal außerhalb Spaniens, nämlich in Portugal, bei dem Steel Warriors Rebellion Fest VI in Baroselas auf. Sie waren dort als Eröffnungsband für Gruppen wie Enthroned, Damnable, Internal Suffering oder Sanatorium vertreten.
Im Dezember 2002 unterschrieb die Band einen Vertrag bei Necromance Records. Im Februar 2004 verließ Schlagzeuger Nuno die Band und Alfred Berengena wurde als Session-Mitglied für das neue Album engagiert. Die Band trennte sich dann im November 2004 wieder von ihrem Label und unterschrieb bei Bloody Productions (Spanien).
Im Januar 2005 wurden dann das Schlagzeug in den Tribal Art Music Studios in Girona aufgenommen, der Rest wurde dann im März 2005 in den GonSound Studios in Vigo fertiggestellt. Das Album Woven in the Book of Hate wurde im Juni 2005 veröffentlicht.

## Stil
Klanglich erinnert die Musik von Scent of Death an Bands wie Immolation, Deeds of Flesh und Morbid Angel. Letztere wurden auf dem Album Woven in the Book of Hate gecovert. Charakteristisch für die Band sind vor allem die technischen Aspekte, die in die Musik mit einbezogen wird, das abwechslungsreiche Spiel des Schlagzeugs und das extrem tiefe Growling.

## Diskografie
- 2002: Entangled in Hate (EP)
- 2005: Woven in the Book of Hate (LP, Bloody Productions)